# Kettly Noël
Kettly Noël (Port-au-Prince, 1966) là một vũ công, biên đạo múa và nữ diễn viên người Haiti. Tác phẩm được biên đạo đầu tiên của bà, Nanlakou, được công chiếu vào năm 1995. Tichèlbe (2002) đã giành được cả giải thưởng Rencontres chorégraphiques d'frique et d'océan Indien  và RFI Danse . Bà là người sáng lập và giám đốc nghệ thuật của phòng tập nhảy Donko Senko, lễ hội Dense Bamako Danse, cả ở Mali và lễ hội biểu diễn nghệ thuật Port-au-Prince (PAPAP) ở Haiti . Noël cũng được chú ý nhờ vai diễn Zabou trong bộ phim năm 2014 của Abderrahmane Sissako, Timbuktu .

## Công trình
- 1995: Nanlakou
- 2002: Tichèlbè
- 2017: Panser la planète
- 2017: Zombification và Errance, documenta 14 ở Athens, Hy Lạp và Kassel, Đức [5]

## Giải thưởng
- Rencontres chorégraphiques d'frique et d'océan Indien, 2003
- RFI Danse, 2003
- Giải thưởng năm 2014